# 張讜
張讜（？—474年），字處言，清河郡東武城縣人，劉宋及北魏官員。
張讜的六世祖張弘是西晉的大長秋，父親張華則是十六國南燕慕容超的尚書左僕射。他最初在宋孝武帝劉駿在位期間歷任給事中、泰山郡太守、青冀二州輔國府長史，帶魏郡太守。宋明帝劉彧繼位，遙授張讜冠軍將軍、東徐州刺史。北魏佔領徐州和兗州，張讜歸順北魏將領尉元，尉元表授他仍擔任冠軍將軍和東徐州刺史，派遣中書侍郎高閭回應張讜。之後他到京師獲禮遇，以功勳賜爵平陸侯，加平遠將軍。
張讜個性開通，厚道撫恤山東人士，就算是疏族遠親都尊重對待。李敷、李訢等權勢人家亦以誠相待，從不顧忌。畢眾敬、高允等人亦相當尊敬他。他在延興四年（474年）去世，贈平南將軍、青州刺史，諡康侯。

## 引用
1. 1 2  《魏書·卷六十一·列傳第四十九》：張讜，字處言，清河東武城人也。六世祖名犯顯祖諱，晉長秋卿。父華，為慕容超左僕射。讜仕劉駿，歷給事中、泰山太守、青冀二州輔國府長史，帶魏郡太守。劉彧之立，遙授冠軍將軍、東徐州刺史。
2. 1 2  《北史·卷四十五·列傳第三十三》：張讜，字處言，清河東武城人也。六世祖弘，晉長秋卿。父華，慕容超左僕射。讜仕宋，位東徐州刺史。
3. ↑  《魏書·卷六十一·列傳第四十九》：及革徐兗，讜乃歸順於尉元。元亦表授冠軍、東徐州刺史，遣中書侍郎高閭與讜對為刺史。後至京師，禮遇亞於薛、畢，以勳賜爵平陸侯，加平遠將軍。
4. ↑  《北史·卷四十五·列傳第三十三》：及平徐、兗，讜乃歸順于尉元，亦表授東徐州刺史。遣中書侍郎高閭與讜對為刺史。後至京師，禮遇亞于薛、畢，賜爵平陸侯。
5. ↑  《魏書·卷六十一·列傳第四十九》：讜性開通，篤於撫恤，青齊之士，雖疏族末姻，咸相敬視。李敷、李訢等寵要勢家，亦推懷陳款，無所顧避。畢眾敬等皆敬重之，高允之徒亦相器待。延興四年卒。贈平南將軍、青州刺史，諡康侯。
6. ↑  《北史·卷四十五·列傳第三十三》：讜性開通，篤於接恤，青齊之士，雖疏族末姻，咸相敬視。李敷、李訢等寵要勢家，亦推懷陳款，無所顧避。畢眾敬等皆敬重之，高允之徒亦相器待。卒，贈青州刺史，諡康侯。

## 延伸阅读
[在维基数据编辑]
 《魏書/卷61》，出自魏收《魏书》
 《北史·卷045》，出自李延壽《北史》